# Politique en Haute-Saône
Le département français de la Haute-Saône est un département créé le 4 mars 1790 en application de la loi du 22 décembre 1789, à partir de l'ancienne province de Franche-Comté. Les 539 actuelles communes, dont presque toutes sont regroupées en intercommunalités, sont organisées en 17 cantons permettant d'élire les conseillers départementaux. La représentation dans les instances régionales est quant à elle assurée par 19 conseillers régionaux. Le département est également découpé en 2 circonscriptions législatives, et est représenté au niveau national par deux députés et deux sénateurs. 

## Histoire politique et rapports de force
Depuis l'instauration de l'élection présidentielle au suffrage universel en 1965 la Haute-Saône a cependant toujours voté pour le vainqueur de l'élection présidentielle, (sauf en 2012 et 2022). Ce département a voté assez nettement pour Nicolas Sarkozy en mai 2007, et a placé le candidat de l'UMP devant d'une courte tête en 2012 au second tour. En 2017, Emmanuel Macron y a cependant réalisé un score inférieur de 15 points à la moyenne nationale. Pour la première fois, lors du second tour de la présidentielle de 2022, Marine Le Pen obtient une majorité absolue des voix en Haute-Saône, une première, quand bien même le RN réalisait de très bons score dans le département.  
Ancienne terre radicale, elle est passée aux mains des giscardiens en 1974 avant que gauche et droite ne se partagent le département. Le niveau cantonal a vu progresser la gauche depuis 1998 en décrochant la présidence. Au niveau municipal, gauche et droite se partagent les villes.

## Représentation politique et administrative

### Préfets et arrondissements

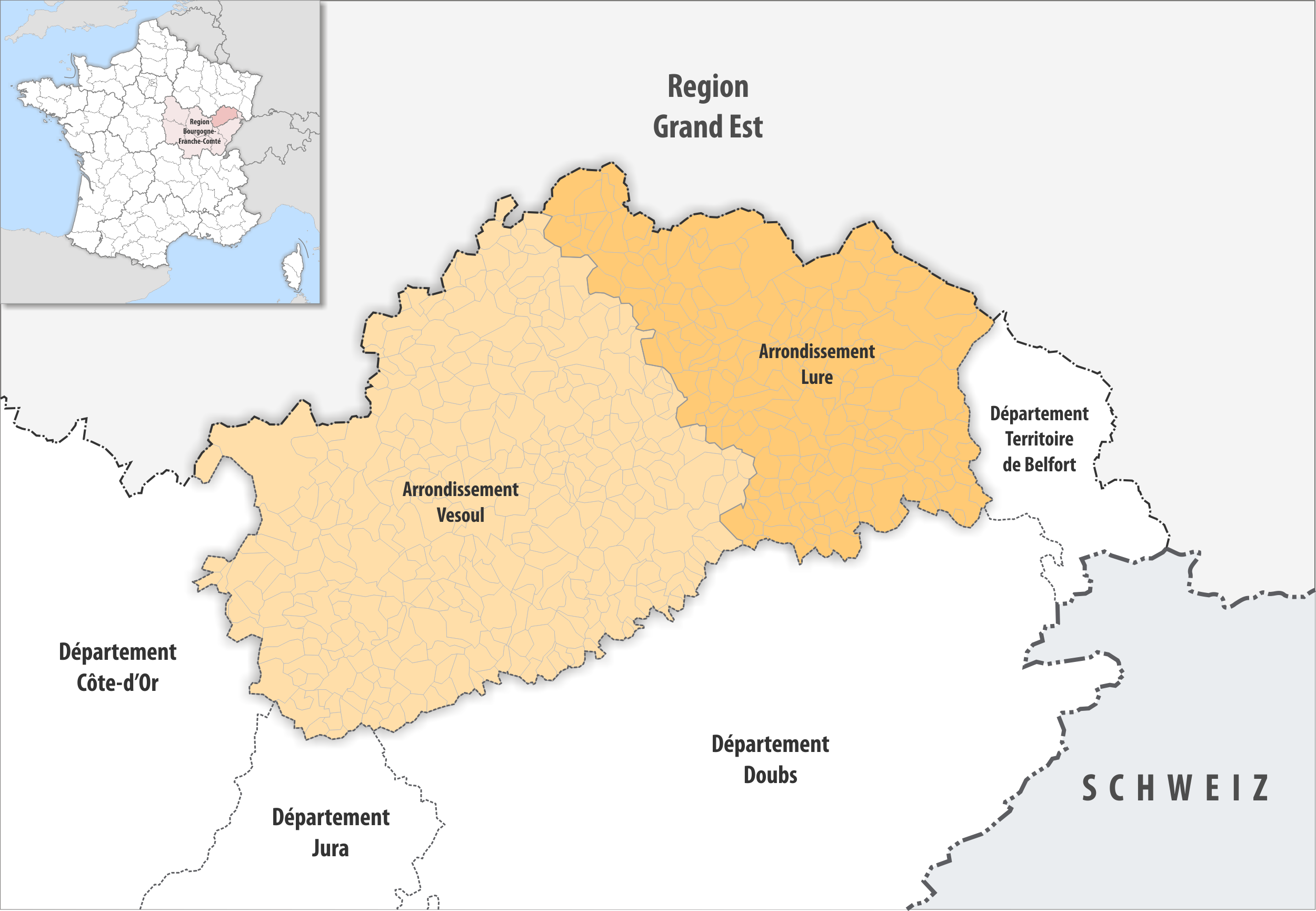
Arrondissements

La préfecture de la Haute-Saône est localisée à Vesoul. Le département possède en outre une sous-préfecture à Lure. Jusqu'en 1926, une sous-préfecture supplémentaire était située à Gray.

### Députés et circonscriptions législatives

Circonscriptions et affiliations à l'issue des élections de 2024.

| Circ. | Nom               |  | Parti | Groupe                 | Suppléant     |
| ----- | ----------------- |  | ----- | ---------------------- | ------------- |
| 1re   | Antoine Villedieu |  | RN    | Rassemblement national | Antoni Magnin |
| 2e    | Émeric Salmon     |  | RN    | Rassemblement national | Denis Morel   |

### Sénateurs
| Nom              |  | Parti | Groupe           | Autres mandats (passés ou actuels) |
| ---------------- |  | ----- | ---------------- | ---------------------------------- |
| Olivier Rietmann |  | LR    | Les Républicains |                                    |
| Alain Joyandet   |  | LR    | Les Républicains |                                    |

### Conseillers départementaux

Cantons et affiliations à l'issue des élections de 2021.

| Canton                        | Conseiller Sortant     | Parti | Parti | Conseiller élu         | Parti | Parti |
| ----------------------------- | ---------------------- | ----- | ----- | ---------------------- | ----- | ----- |
| Dampierre-sur-Salon           | Alain Blinette         |       | LR    | Dimitri Doussot        |       | LR    |
| Dampierre-sur-Salon           | Fabienne Richardot     |       | LR    | Martine Gautheron      |       | LR    |
| Gray                          | Claudy Chauvelot-Duban |       | PS    | Laurent Bailly         |       | DVG   |
| Gray                          | Serge Toulot           |       | PS    | Claudy Chauvelot-Duban |       | PS    |
| Héricourt-1                   | Marie-Claire Faivre    |       | PRG   | Marie-Claire Faivre    |       | PRG   |
| Héricourt-1                   | Jean-Jacques Sombsthay |       | PS    | Jean-Jacques Sombsthay |       | PS    |
| Héricourt-2                   | Fernand Burkhalter     |       | PS    | Fernand Burkhalter     |       | PS    |
| Héricourt-2                   | Martine Pequignot      |       | PS    | Martine Pequignot      |       | PS    |
| Jussey                        | Corinne Bonnard        |       | LR    | Corinne Bonnard        |       | LR    |
| Jussey                        | Olivier Rietmann       |       | LR    | Olivier Rietmann       |       | LR    |
| Lure-1                        | Raoul Juif             |       | PS    | Benoît Cornu           |       | DVG   |
| Lure-1                        | Mireille Lab           |       | PS    | Karine Guillerey       |       | PCF   |
| Lure-2                        | Isabelle Arnould       |       | PS    | Isabelle Arnould       |       | PS    |
| Lure-2                        | Robert Morlot          |       | PS    | Bernard Piquard        |       | PS    |
| Luxeuil-les-Bains             | Frédéric Burghard      |       | LR    | Frédéric Burghard      |       | LR    |
| Luxeuil-les-Bains             | Valérie Haehnel        |       | LR    | Corinne Jeanparis      |       | DVD   |
| Marnay                        | Jean-Claude Gay        |       | MoDem | Patricia Fassenet      |       | DVG   |
| Marnay                        | Catherine Lind         |       | DVG   | Jean-Claude Gay        |       | MoDem |
| Mélisey                       | Sylvie Coutherut       |       | DVG   | Sylvie Coutherut       |       | DVG   |
| Mélisey                       | Laurent Seguin         |       | PS    | Laurent Seguin         |       | PS    |
| Port-sur-Saône                | Jean-Paul Mariot       |       | PS    | Jean-Marie Bertin      |       | DVG   |
| Port-sur-Saône                | Christelle Rigolot     |       | PS    | Christelle Rigolot     |       | PS    |
| Rioz                          | Edwige Eme             |       | PS    | Edwige Eme             |       | PS    |
| Rioz                          | Yves Krattinger        |       | DVG   | Yves Krattinger        |       | DVG   |
| Saint-Loup-sur-Semouse        | Nadine Bathelot        |       | PS    | Thierry Bordot         |       | DVG   |
| Saint-Loup-sur-Semouse        | Pierre Despoulain      |       | PS    | Véronique Grandjean    |       | DVG   |
| Scey-sur-Saône-et-Saint-Albin | Carmen Friquet         |       | LR    | Carmen Friquet         |       | LR    |
| Scey-sur-Saône-et-Saint-Albin | Hervé Pulicani         |       | LR    | Hervé Pulicani         |       | LR    |
| Vesoul-1                      | Sylvie Manière         |       | Agir  | Sylvie Manière         |       | Agir  |
| Vesoul-1                      | Thomas Oudot           |       | Agir  | Thomas Oudot           |       | Agir  |
| Vesoul-2                      | Marie-Dominique Aubry  |       | LR    | Carole Michel          |       | DVD   |
| Vesoul-2                      | Benoît Thomassin       |       | Agir  | Benoît Thomassin       |       | Agir  |
| Villersexel                   | Sabrina Fleurot        |       | PS    | Isabelle Gehin         |       | LR    |
| Villersexel                   | Gérard Pelleteret      |       | PS    | Michel Richard         |       | DVD   |

### Conseillers régionaux
Présidence : Marie-Guite Dufay (Doubs)
|            | Parti | Siège |
| ---------- | ----- | ----- |
| Majorité   |       |       |
|            | PS    | 4     |
|            | PCF   | 1     |
|            | EELV  | 1     |
| Opposition |       |       |
|            | LR    | 2     |
|            | RN    | 2     |

### Maires

Carte des 539 communes de Haute-Saône au 1er janvier 2022.

| Commune           | Maire                |  | Parti | Élection | Population |
| ----------------- | -------------------- |  | ----- | -------- | ---------- |
| Gray              | Christophe Laurençot |  | LR    | 2014     | 5 455      |
| Héricourt         | Fernand Burkhalter   |  | PS    | 2014     | 10 525     |
| Lure              | Éric Houlley         |  | PS    | 2007     | 7 912      |
| Luxeuil-les-Bains | Frédéric Burghard    |  | LR    | 2016     | 6 674      |
| Vesoul            | Alain Chrétien       |  | HOR   | 2012     | 15 306     |

## Résultats électoraux

### Élections présidentielles
| Année                                    | Second tour                      | Second tour | Second tour | Second tour                      | Second tour | Second tour |
| ---------------------------------------- | -------------------------------- | ----------- | ----------- | -------------------------------- | ----------- | ----------- |
| 2022                                     | Marine Le Pen 56,90%             | RN          |             | Emmanuel Macron 43,10%           | LREM        |             |
| 2017                                     | Emmanuel Macron 51,71 %          | En marche ! |             | Marine Le Pen 48,29 %            | FN          |             |
| 2012                                     | Nicolas Sarkozy 50,36 %          | UMP         |             | François Hollande 49,64 %        | PS          |             |
| 2007                                     | Nicolas Sarkozy 55,80 %          | UMP         |             | Ségolène Royal 44,20 %           | PS          |             |
| 2002                                     | Jacques Chirac 75,77 %           | RPR         |             | Jean-Marie Le Pen 24,23 %        | FN          |             |
| 1995                                     | Jacques Chirac 50,39 %           | RPR         |             | Lionel Jospin 49,61 %            | PS          |             |
| 1988                                     | François Mitterrand 55,13 %      | PS          |             | Jacques Chirac 44,87 %           | RPR         |             |
| 1981                                     | François Mitterrand 52,67 %      | PS          |             | Valéry Giscard d'Estaing 47,33 % | UDF         |             |
| 1974                                     | Valéry Giscard d'Estaing 50,18 % | RI          |             | François Mitterrand 49,82 %      | PS          |             |
| 1969                                     | Georges Pompidou 53,18 %         | UDR         |             | Alain Poher 46,82 %              | CD          |             |
| 1965                                     | Charles de Gaulle 54,59 %        | UNR         |             | François Mitterrand 45,41 %      | CIR         |             |
| En gras, candidat élu au niveau national |                                  |             |             |                                  |             |             |

Sous la Cinquième République, à l'exception de 2012 et de 2022, l'ensemble des candidats arrivés en tête dans le département ont systématiquement été élus au niveau national.

#### Présidentielle de 2022
Au premier tour de la présidentielle de 2022, Marine Le Pen avec 34,6% des suffrages confirme ses bons scores dans le département en dépassant de 12 points le président sortant Emmanuel Macron. La candidate Les Républicains, Valérie Pécresse, obtient un score très faible avec 5,01%. Jean-Luc Mélenchon avec 15,65% des voix arrive lui à un score à peu près équivalent à celui de 2017 dans le département. La candidate du RN arrive en tête dans la majorité des communes du département. Les villes haut-saônoises confirment ainsi la tendance départementale. 
Au second tour, la Haute-Saône confirme les bons scores du premier tour en faveur de Marine Le Pen (56,90%) en la plaçant plus de 13 points devant le président sortant Emmanuel, Macron (43,10%), en tête dans les deux circonscriptions, et dans 15 des 17 cantons (seuls les cantons Vesoul-1 et Vesoul-2 ayant placé Emmanuel Macron en tête). Le président réélu est lui en tête à Vesoul et Luxeuil-les-Bains, laissant s'échapper de quelques points son adversaire à Gray, Lure et Héricourt.  
|                   | Premier tour    | Premier tour | Premier tour       | Premier tour | Second tour     | Second tour  | Second tour     | Second tour |
|                   | 1re position    | 1re position | 2e position        | 2e position  | 1re position    | 1re position | 2e position     | 2e position |
| ----------------- | --------------- | ------------ | ------------------ | ------------ | --------------- | ------------ | --------------- | ----------- |
| Vesoul            | Emmanuel Macron | 25,93%       | Marine Le Pen      | 23,82%       | Emmanuel Macron | 56,70%       | Marine Le Pen   | 43,30%      |
| Héricourt         | Marine Le Pen   | 29,61%       | Jean-Luc Mélenchon | 25,19%       | Marine Le Pen   | 52,11%       | Emmanuel Macron | 47,89%      |
| Lure              | Marine Le Pen   | 31,34%       | Jean-Luc Mélenchon | 21,69%       | Marine Le Pen   | 51,60%       | Emmanuel Macron | 48,40%      |
| Luxeuil-les-Bains | Marine Le Pen   | 27,46%       | Emmanuel Macron    | 24,94%       | Emmanuel Macron | 51,12%       | Marine Le Pen   | 48,88%      |
| Gray              | Marine Le Pen   | 31,71%       | Emmanuel Macron    | 24,56%       | Marine Le Pen   | 51,09%       | Emmanuel Macron | 48,91%      |

### Élections législatives

#### Législatives de 2007
Première circonscription de la Haute-Saône
- Nombre d'inscrits : 63 988
- Nombre de votants : 41 972 (65,59 %)
- Suffrages exprimés : 41 227 (98,23 %)

| Nom du candidat                | Parti          | Résultats 1er tour | Résultats 1er tour |
| Nom du candidat                | Parti          | Voix               | %                  |
| ------------------------------ | -------------- | ------------------ | ------------------ |
| Alain Joyandet, député sortant | UMP            | 23 382             | 56,72              |
| Philippe Châtelain             | Les Verts      | 1137               | 2,76               |
| Jacques Bard                   | FN             | 1970               | 4,78               |
| Thérèse Garret                 | Extrême gauche | 323                | 0,78               |
| Régine Stiefvater              | PC             | 1223               | 2,97               |
| Éric Bouvard                   | Écologiste     | 450                | 1,09               |
| Alain Glauser                  | CPNT           | 686                | 1,66               |
| Rachel Choix                   | Extrême gauche | 721                | 1,75               |
| Armelle Salvador               | PS             | 9560               | 23,19              |
| Francis Jérôme                 | MoDem          | 1775               | 4,31               |

Dans une circonscription qui a toujours envoyé sièger des députés de droite et alors que le Parti socialiste se situe localement dans une période de transition, Alain Joyandet est réélu au premier tour.
Deuxième circonscription de la Haute-Saône
- 1er tour
  - Nombre d'inscrits : 64 120
  - Nombre de votants : 39 945 (62,30 %)
  - Suffrages exprimés : 38 720 (96,93 %)
- 2e tour
  - Nombre d'inscrits : 64 111
  - Nombre de votants : 42 056 (65,60 %)
  - Suffrages exprimés : 40 293 (95,81 %)

| Nom du candidat                   | Parti          | Résultats 1er tour | Résultats 1er tour | Résultats 2e tour | Résultats 2e tour |
| Nom du candidat                   | Parti          | Voix               | %                  | Voix              | %                 |
| --------------------------------- | -------------- | ------------------ | ------------------ | ----------------- | ----------------- |
| Maryvonne Briot, députée sortante | UMP            | 14 598             | 37,70              | 19 498            | 48,39             |
| Claude Thiébaut                   | FN             | 3510               | 9,07               |                   |                   |
| Franck Plain                      | Extrême gauche | 628                | 1,62               |                   |                   |
| Danielle Bourgon                  | Les Verts      | 1255               | 3,24               |                   |                   |
| Sylvain Moro                      | Divers         | 182                | 0,47               |                   |                   |
| Olivier Del Rizzo                 | PCF            | 799                | 2,06               |                   |                   |
| Jean-Michel Villaumé              | PS             | 12 442             | 32,13              | 20 795            | 51,61             |
| Gilles Lazar                      | Extrême gauche | 1333               | 3,44               |                   |                   |
| Brigitte Renard                   | CPNT           | 651                | 1,68               |                   |                   |
| Bernard Contois                   | MPF            | 844                | 2,18               |                   |                   |
| René Rémy                         | Divers gauche  | 231                | 0,60               |                   |                   |
| Stephen Thueillon                 | MoDem          | 1742               | 4,50               |                   |                   |
| Dominique De Coninck              | Écologiste     | 505                | 1,30               |                   |                   |

Jean-Michel Villaumé parvient à battre la député sortante et fait repasser à gauche cette circonscription qui avait exceptionnellement voté à droite en 2002.
Troisième circonscription de la Haute-Saône
- Nombre d'inscrits : 51 743
- Nombre de votants : 33 354 (64,46 %)
- Suffrages exprimés : 32 417 (97,19 %)

| Nom du candidat               | Parti          | Résultats 1er tour | Résultats 1er tour |
| Nom du candidat               | Parti          | Voix               | %                  |
| ----------------------------- | -------------- | ------------------ | ------------------ |
| Michel Raison, député sortant | UMP            | 16 353             | 50,45              |
| Jean-Paul Mariot              | PS             | 9819               | 30,19              |
| Anne-Marie Jeanmougin         | FN             | 1879               | 5,80               |
| Christine Jeanmougin          | Extrême gauche | 134                | 0,41               |
| Christian Salles              | MoDem          | 1024               | 3,16               |
| Claude Cavagnac               | CPNT           | 507                | 1,56               |
| Yasmina Gharet                | Extrême gauche | 310                | 0,96               |
| Patrick Liévin                | PC             | 540                | 1,67               |
| Bernard Genet                 | Divers         | 183                | 0,56               |
| Marie-Claire Thomas           | Les Verts      | 921                | 2,84               |
| Francine Gay                  | Extrême gauche | 552                | 1,70               |
| Louis Nicot                   | Extrême droite | 195                | 0,60               |

Michel Raison est réélu au premier tour.

## Forces politiques depuis 2001
| 2001                                                                                                | Yves Krattinger (PS puis DVG) | 17 | 15 | Christian Bergelin (RPR)     | Jean-Pierre Michel (MDC)  | Jean-Paul Mariot (PS)     | Alain Joyandet (RPR)     | Bernard Joly (DVD)\|    |                                   |
| 2002                                                                                                | Yves Krattinger (PS puis DVG) | 17 | 15 | Alain Joyandet (UMP)         | Maryvonne Briot (UMP)     | Michel Raison (UMP)       | Christian Bergelin (UMP) | Bernard Joly (DVD)\|    | Jacques Chirac · (UMP) · 75,77 %  |
| 2003                                                                                                | Yves Krattinger (PS puis DVG) | 17 | 15 | Alain Joyandet (UMP)         | Maryvonne Briot (UMP)     | Michel Raison (UMP)       | Yves Krattinger (PS)     | Bernard Joly (DVD)\|    | Jacques Chirac · (UMP) · 75,77 %  |
| 2004                                                                                                | Yves Krattinger (PS puis DVG) | 17 | 15 | Alain Joyandet (UMP)         | Maryvonne Briot (UMP)     | Michel Raison (UMP)       | Yves Krattinger (PS)     | Jean-Pierre Michel (PS) | Jacques Chirac · (UMP) · 75,77 %  |
| 2005                                                                                                | Yves Krattinger (PS puis DVG) | 22 | 10 | Alain Joyandet (UMP)         | Maryvonne Briot (UMP)     | Michel Raison (UMP)       | Yves Krattinger (PS)     | Jean-Pierre Michel (PS) | Jacques Chirac · (UMP) · 75,77 %  |
| 2006                                                                                                | Yves Krattinger (PS puis DVG) | 22 | 10 | Alain Joyandet (UMP)         | Maryvonne Briot (UMP)     | Michel Raison (UMP)       | Yves Krattinger (PS)     | Jean-Pierre Michel (PS) | Jacques Chirac · (UMP) · 75,77 %  |
| 2007                                                                                                | Yves Krattinger (PS puis DVG) | 22 | 10 | Alain Joyandet (UMP)         | Jean-Michel Villaumé (PS) | Michel Raison (UMP)       | Yves Krattinger (PS)     | Jean-Pierre Michel (PS) | Nicolas Sarkozy · (UMP) · 55,80 % |
| 2008                                                                                                | Yves Krattinger (PS puis DVG) | 25 | 7  | Patrice Debray (UMP)         | Jean-Michel Villaumé (PS) | Michel Raison (UMP)       | Yves Krattinger (PS)     | Jean-Pierre Michel (PS) | Nicolas Sarkozy · (UMP) · 55,80 % |
| 2009                                                                                                | Yves Krattinger (PS puis DVG) | 25 | 7  | Patrice Debray (UMP)         | Jean-Michel Villaumé (PS) | Michel Raison (UMP)       | Yves Krattinger (PS)     | Jean-Pierre Michel (PS) | Nicolas Sarkozy · (UMP) · 55,80 % |
| 2010                                                                                                | Yves Krattinger (PS puis DVG) | 25 | 7  | Alain Joyandet (UMP)         | Jean-Michel Villaumé (PS) | Michel Raison (UMP)       | Yves Krattinger (PS)     | Jean-Pierre Michel (PS) | Nicolas Sarkozy · (UMP) · 55,80 % |
| 2011                                                                                                | Yves Krattinger (PS puis DVG) | 23 | 9  | Alain Joyandet (UMP)         | Jean-Michel Villaumé (PS) | Michel Raison (UMP)       | Yves Krattinger (PS)     | Jean-Pierre Michel (PS) | Nicolas Sarkozy · (UMP) · 55,80 % |
| 2012                                                                                                | Yves Krattinger (PS puis DVG) | 23 | 9  | Alain Chrétien (UMP)         | Jean-Michel Villaumé (PS) | Circonscription supprimée | Yves Krattinger (PS)     | Jean-Pierre Michel (PS) | Nicolas Sarkozy · (UMP) · 50,36 % |
| 2013                                                                                                | Yves Krattinger (PS puis DVG) | 23 | 9  | Alain Chrétien (UMP)         | Jean-Michel Villaumé (PS) | Circonscription supprimée | Yves Krattinger (PS)     | Jean-Pierre Michel (PS) | Nicolas Sarkozy · (UMP) · 50,36 % |
| 2014                                                                                                | Yves Krattinger (PS puis DVG) | 23 | 9  | Alain Chrétien (UMP)         | Jean-Michel Villaumé (PS) | Circonscription supprimée | Alain Joyandet (UMP-LR)  | Michel Raison (UMP-LR)  | Nicolas Sarkozy · (UMP) · 50,36 % |
| 2015                                                                                                | Yves Krattinger (PS puis DVG) | 22 | 12 | Alain Chrétien (UMP)         | Jean-Michel Villaumé (PS) | Circonscription supprimée | Alain Joyandet (UMP-LR)  | Michel Raison (UMP-LR)  | Nicolas Sarkozy · (UMP) · 50,36 % |
| 2016                                                                                                | Yves Krattinger (PS puis DVG) | 22 | 12 | Alain Chrétien (UMP)         | Jean-Michel Villaumé (PS) | Circonscription supprimée | Alain Joyandet (UMP-LR)  | Michel Raison (UMP-LR)  | Nicolas Sarkozy · (UMP) · 50,36 % |
| 2017                                                                                                | Yves Krattinger (PS puis DVG) | 22 | 12 | Barbara Bessot Ballot (LREM) | Christophe Lejeune (LREM) | Circonscription supprimée | Alain Joyandet (UMP-LR)  | Michel Raison (UMP-LR)  | Emmanuel Macron · (EM) · 51,71 %  |
| 2018                                                                                                | Yves Krattinger (PS puis DVG) | 22 | 12 | Barbara Bessot Ballot (LREM) | Christophe Lejeune (LREM) | Circonscription supprimée | Alain Joyandet (UMP-LR)  | Michel Raison (UMP-LR)  | Emmanuel Macron · (EM) · 51,71 %  |
| 2019                                                                                                | Yves Krattinger (PS puis DVG) | 22 | 12 | Barbara Bessot Ballot (LREM) | Christophe Lejeune (LREM) | Circonscription supprimée | Alain Joyandet (UMP-LR)  | Michel Raison (UMP-LR)  | Emmanuel Macron · (EM) · 51,71 %  |
| 2020                                                                                                | Yves Krattinger (PS puis DVG) | 22 | 12 | Barbara Bessot Ballot (LREM) | Christophe Lejeune (LREM) | Circonscription supprimée | Alain Joyandet (UMP-LR)  | Olivier Rietmann (LR)   | Emmanuel Macron · (EM) · 51,71 %  |
| 2021                                                                                                | Yves Krattinger (PS puis DVG) | 20 | 14 | Barbara Bessot Ballot (LREM) | Christophe Lejeune (LREM) | Circonscription supprimée | Alain Joyandet (UMP-LR)  | Olivier Rietmann (LR)   | Emmanuel Macron · (EM) · 51,71 %  |
| 2022                                                                                                | Yves Krattinger (PS puis DVG) | 20 | 14 | Antoine Villedieu (RN)       | Émeric Salmon (RN)        | Circonscription supprimée | Alain Joyandet (UMP-LR)  | Olivier Rietmann (LR)   | Marine Le Pen · (RN) · 56,90 %    |
| 2023                                                                                                | Yves Krattinger (PS puis DVG) | 20 | 14 | Antoine Villedieu (RN)       | Émeric Salmon (RN)        | Circonscription supprimée | Alain Joyandet (UMP-LR)  | Olivier Rietmann (LR)   | Marine Le Pen · (RN) · 56,90 %    |
| 2024                                                                                                | Yves Krattinger (PS puis DVG) | 20 | 14 | Antoine Villedieu (RN)       | Émeric Salmon (RN)        | Circonscription supprimée | Alain Joyandet (UMP-LR)  | Olivier Rietmann (LR)   | Marine Le Pen · (RN) · 56,90 %    |
| Légende : en gras mandat en cours candidat élu au niveau national candidat battu au niveau national |                               |    |    |                              |                           |                           |                          |                         |                                   |